# Smolnik (Jizerské hory)
Smolnik (německy Untern Nebelberg, 624 m n. m.) je vyvýšenina v jihozápadním Polsku, Krkonošská oblast, v Jizerských horách.

## Popis
Vyvýšenina je ve východní části Kamenného hřbetu Jizerských hor. Na jihu přechází do svahů vrchu Kopań (753 m n. m.). Na severu se tyčí svahy kopce Chromiec.

## Geomorfologie
Masív je tvořen metamorfovanými horninami – rulami, granity (žula), které patří do krkonošsko-jizerského bloku.